# 蕭阿古只
萧阿古只（？—10世纪？）又写作萧遏古只，萧阿骨只。字撒本。辽国外戚。述律婆姑之子，述律平和萧敌鲁的弟弟。

## 经历
少年卓越，好自由不受约束。长大后骁勇善射，与敌作战英勇向前。用弓箭可以将铠甲木头射穿。辽太祖为于越时，因他勇敢充任使。辽太宗在927年即位，两位舅舅萧阿古只与萧敌鲁是心腹。耶律剌葛叛乱，淳钦皇后述律平驻军黑山，阻险自固。辽太祖经略奚地，命萧阿古只统领百骑保卫。逆党迭里特、耶律滑哥害怕他的勇略，互相告戒：“是不可犯也！”耶律剌葛北逃，萧阿古只与萧敌鲁追擒耶律剌葛于榆河。
神册初元（916年），讨西南夷有功；又攻克山西诸郡县，击败周德威军。神册三年（918年），因功封北府宰相，后代可世系。天赞初（922年），与王郁攻克燕州、赵州，破磁窑镇。辽太祖西征，把南面边境的事交给他。
攻渤海国时，攻克扶馀城，萧阿古只独自带领五百骑兵击败老相军三万。渤海被灭，改东丹国。后来已投降的郡县又叛，盗贼蜂起。萧阿古只与康默记征讨，所向披靡。恰逢盗贼游骑七千自鸭渌府来援，势头很猛。萧阿古只率领麾下精锐，与其先锋军交战，一战克之，斩三千馀，遂进军破回跋城。后病死。
功臣中把萧阿古只比喻成耳朵。

## 家庭
- 胞姐述律平：貴為皇后
- 同母兄蕭敵魯
- 子萧安团，官至右皮室详稳。
- 女儿蕭撒葛只，辽世宗皇后
- 五世孫：欽哀皇后、蕭柳、蕭孝穆、蕭惠

## 资料
- 《遼史》卷73 列传第3